# Брумфилд (презиме)
Брумфилд (енгл. Broomfield) је презиме.

## Познате личности
- Ајан Брумфилд (рођена 1997), канадска тенисерка
- Били Брумфилд (рођен 1945), амерички политичар
- Деон Брумфилд (рођен 1991), играч америчког фудбала
- Фред Брумфилд (1860–1941), аустралијски писац рођен у Енглеској
- Херберт Брумфилд (1878–непознато), енглески фудбалер
- Џек Брумфилд (1865–1927), вођа афроамеричке заједнице у раном 20. веку
- Џоди Брумфилд (рођен 1976), канадски уметник
- Џон Брумфилд (1889–1981), канадски политичар
- Џон Келвин Брумфилд (1872–1950), епископ Методистичке протестантске цркве у САД
- Метју Брумфилд (fl. 1550), велшки писац
- Морис Брумфилд (1916–2010), британски индустријски фотограф, отац Ник Брумфилда
- Ник Брумфилд (рођен 1948), енглески режисер
- Најџел Брумфилд (1937–2018), британски амбасадор
- Роберт Брумфилд (1933–2014), амерички судија
- Вилијам Брумфилд (1922–2019), амерички политичар